# 5 juillet 2000
Le mercredi 5 juillet 2000 est le 187e jour de l'année 2000.

## Naissances
- Franck Evina, joueur de football allemand
- Jairo Torres, joueur de football mexicain

## Décès
- Dorino Serafini (né le 22 juillet 1909), pilote automobile
- Edgar Cardoso (né le 11 mai 1913), ingénieur portugais
- Giovanni Bettinelli (né le 5 mars 1935), coureur cycliste italien
- Yodelin' Slim Clark (né le 11 décembre 1917), musicien et chanteur américain

## Événements
- Début de l'émission de télévision Big Brother
- Sortie de l'épisode Chef pète les plombs de la série South Park
- Sortie du film Les Marchands de sable
- Sortie de la chanson Otome Pasta ni Kandō du groupe japonais Tanpopo
- Découverte des astéroïdes

- (18110) HASI
- (18111) Pinet
- (18112) Jeanlucjosset
- (18113) Bibring
- (18114) Rosenbush
- (18115) Rathbun
- (18116) Prato
- (18117) Jonhodge
- (18118) 2000 NB24
- (22106) Tomokoarai
- (28911) 2000 NB16
- (30444) Shemp
- (30445) Stirling
- (30449) 2000 NH13
- (30451) 2000 NX23
- (32167) 2000 NU8
- (32173) 2000 NF12
- (32174) 2000 NW12
- (32175) 2000 NF14
- (32176) 2000 NS14
- (32177) 2000 NZ14
- (32178) 2000 ND15
- (32179) 2000 NC16
- (32180) 2000 NY16
- (32181) 2000 NB17
- (32182) 2000 NR18
- (32183) 2000 ND19
- (32185) 2000 ND23
- (32186) 2000 NM23
- (32187) 2000 NR23
- (33967) 2000 NO12
- (33968) 2000 NF13
- (33969) 2000 NM13
- (33970) 2000 NC14
- (33971) 2000 NL14
- (33972) 2000 NO15
- (33973) 2000 NS16
- (33974) 2000 ND17
- (33975) 2000 NF17
- (33976) 2000 NL19
- (33977) 2000 NY19
- (33982) 2000 NQ23
- (33983) 2000 NV23
- (36340) 2000 NT13
- (36341) 2000 NS15
- (36342) 2000 NX15
- (36343) 2000 NZ15
- (36344) 2000 NP19
- (36345) 2000 NS19
- (36348) 2000 NS23
- (36349) 2000 NZ23
- (38639) 2000 NJ16
- (38640) 2000 NO16
- (38641) Philpott
- (38642) 2000 NY17
- (38643) 2000 NZ19
- HD 38529 Ab